# Hockey op de Olympische Zomerspelen 1956
Hockey is een van de sporten die beoefend werden tijdens de Olympische Zomerspelen 1956 in Melbourne.
Er namen 12 herenteams deel aan dit toernooi.
Deze 12 teams werden over drie groepen verdeeld, die een halve competitie speelden, de groepwinnaars en de nummer 2 van groep C plaatsten zich voor de halve finales.

## Heren

### Voorronde

#### Groep A
| datum       | land        | uitslag | land             |
| ----------- | ----------- | ------- | ---------------- |
| 26 november | Singapore   | 6 – 1   | Verenigde Staten |
| 26 november | India       | 14 – 0  | Afghanistan      |
| 28 november | Singapore   | 5 – 0   | Afghanistan      |
| 28 november | India       | 16 – 0  | Verenigde Staten |
| 30 november | India       | 6 – 0   | Singapore        |
| 30 november | Afghanistan | 5 – 1   | Verenigde Staten |

| Rang | Land             | Wed | W | G | V | DV | DT |     | Ptn |
| ---- | ---------------- | --- | - | - | - | -- | -- | --- | --- |
| 1    | India            | 3   | 3 | 0 | 0 | 36 | 0  | 36  | 6   |
| 2    | Singapore        | 3   | 2 | 0 | 1 | 11 | 7  | 4   | 4   |
| 3    | Afghanistan      | 3   | 1 | 0 | 2 | 5  | 20 | -15 | 2   |
| 4    | Verenigde Staten | 3   | 0 | 0 | 3 | 2  | 27 | -25 | 0   |

#### Groep B
| datum       | land             | uitslag | land      |
| ----------- | ---------------- | ------- | --------- |
| 23 november | Groot-Brittannië | 2 – 2   | Malakka   |
| 23 november | Australië        | 2 – 0   | Kenia     |
| 24 november | Groot-Brittannië | 1 – 1   | Kenia     |
| 26 november | Australië        | 3 – 2   | Malakka   |
| 28 november | Malakka          | 1 – 1   | Kenia     |
| 30 november | Groot-Brittannië | 2 – 1   | Australië |

| Rang | Land             | Wed | W | G | V | DV | DT |    | Ptn |
| ---- | ---------------- | --- | - | - | - | -- | -- | -- | --- |
| 1    | Groot-Brittannië | 3   | 1 | 2 | 0 | 5  | 4  | 1  | 4   |
| 2    | Australië        | 3   | 2 | 0 | 1 | 6  | 4  | 2  | 4   |
| 3    | Malakka          | 3   | 0 | 2 | 1 | 5  | 6  | -1 | 2   |
| 4    | Kenia            | 3   | 0 | 2 | 1 | 2  | 4  | -2 | 2   |

##### Beslissingswedstrijd groep B voor eerste plaats
| datum      | land             | uitslag | land      |
| ---------- | ---------------- | ------- | --------- |
| 1 december | Groot-Brittannië | 1 – 0   | Australië |

#### Groep C
| datum       | land               | uitslag | land               |
| ----------- | ------------------ | ------- | ------------------ |
| 23 november | Pakistan           | 2 – 0   | België             |
| 24 november | Duits Eenheidsteam | 5 – 4   | Nieuw-Zeeland      |
| 27 november | Pakistan           | 5 – 1   | Nieuw-Zeeland      |
| 27 november | Duits Eenheidsteam | 0 – 0   | België             |
| 29 november | Pakistan           | 0 – 0   | Duits Eenheidsteam |
| 29 november | Nieuw-Zeeland      | 3 – 0   | België             |

| Rang | Land               | Wed | W | G | V | DV | DT |    | Ptn |
| ---- | ------------------ | --- | - | - | - | -- | -- | -- | --- |
| 1    | Pakistan           | 3   | 2 | 1 | 0 | 7  | 1  | 6  | 5   |
| 2    | Duits Eenheidsteam | 3   | 1 | 2 | 0 | 5  | 4  | 1  | 4   |
| 3    | Nieuw-Zeeland      | 3   | 1 | 0 | 2 | 8  | 10 | -2 | 2   |
| 4    | België             | 3   | 0 | 1 | 2 | 0  | 5  | -5 | 1   |

### Halve Finales
| datum      | land     | uitslag | land               |
| ---------- | -------- | ------- | ------------------ |
| 3 december | India    | 1 – 0   | Duits Eenheidsteam |
| 3 december | Pakistan | 3 – 2   | Groot-Brittannië   |

### Bronzen Finale
| datum      | land               | uitslag | land             |
| ---------- | ------------------ | ------- | ---------------- |
| 6 december | Duits Eenheidsteam | 3 – 1   | Groot-Brittannië |

### Finale
| datum      | land  | uitslag | land     |
| ---------- | ----- | ------- | -------- |
| 6 december | India | 1 – 0   | Pakistan |

### Eindrangschikking
| rang   | land | sporter(s) |
| ------ | ---- | --- |
| Goud   | IND  | Leslie Claudius, Ranganathan Francis , Randhir Singh Gentle , Balbir Singh sr., Amir Kumar, Raghbir Lal , Govind Perumal , Udham Singh Kullar, Haripal Kaushik, Shankar Lakshman, Bakshish Singh, Amit Singh Bakshi, Raghbir Singh Bhola, Hardyal Singh Garchey, Balkishan Singh Grewal, Gurdev Singh Kullar, Charles Stephen |
| Zilver | PAK  | Noor Alam, Ahmed Naseer Bunda, Munir Dar, Abdul Hamid (I), Akhtar Hussain, Zakir Hussain, Manzoor Hussain Atif, Anwar Ahmed Khan, Habib Ali Kiddie, Motiullah, Qazi Musarrat Hussain, Ghulam Rasul, Habibur Rehman, Latifur Rehman                                                                                            |
| Brons  | EUA  | Alfred Lücker, Helmuth Nonn, Günther Ullerich, Hugo Budinger, Günther Brennecke, Werner Delmes, Eberhard Ferstl, Hugo Dollheiser, Heinz Radzikowski, Wolfgang Nonn, Werner Rosenbaum |
| 4      | GBR  | David Douglas Archer, John Anthony Strover, Denys John Carnill, John Ashley Cockett, Francis Howard Davis, Anthony John Robinson, Frederick Hugh Scott, Neil Millward Forster, David Frederick Thomas, John Valentine Conroy, Michael Owen Doughty, Geoffrey Michael Cutter, Colin Henry Dale, Stephen Henry Johnson          |
| 5      | AUS  | Louis Henry Hailey, Desmond William Spackman, Alan James Barblett, Kevin Meredith Carton, Keith Cecil Leeson, Dennis Arthur Kemp, Raymond Eric Whiteside, Ian Robinson Dick, Maurice Hinton Foley, Eric Robert Pearce, Gordon Charles Pearce, Melville Pearce                                                                 |
| 6      | NZL  | William Paul Schaefer, David Moss Goldsmith, John Charles Abrams, Reginald Johansson, Brian William Johnston, Joseph Christopher Tynan, Murray Clarke Loudon, Archie Campbell Currie, Noel Helmore Hobson, Guy Dalrymple McGregor, Ivan Desmond Armstrong, Phillip George Bygrave, Bruce Alexander Turner                     |
| —      | BEL  | Jean Van Leer, Jean-Marie Dubois, Jean-Jacques Enderlé, Jacques Vanderstappen, Roger Goossens, Luc Decrop, Jean-Pierre Rensburg, André Muschs, Roger Paternoster, André Carbonnelle, Franz Lorette, Yvan Freedman, Eddy Carbonnelle, Pierre Dupont                                                                            |
| —      | SIN  | Hamid Abdullah, Rudolf William Mosbergen, Edwin Jeyaceilan Doraisamy, William Douglas Hay, Sinnaduraj Vellupillai, Devadas Vellupillai, Frederick Fernandez, Arumugam Vijiaratnam, Percy Milton Pennefather, Osbert John De Rozario, Burdette Mathew Coutts, Chai Hon Yan, Michael George Wright                              |
| —      | MAL  | Peter van Huizen, T. Nadarajah, N. Shanmuganathan, Wilfred Vias, Philip Selvaraj Sankey, S. Selvanayagam, Michael F. Shepherdson, Gian Singh, Sinnathamby Devendran, Chuah Eng Kim, Noel Arul, Sheik Ali, Gerald David Toft, Thomas Lawrence, Amanullah Karim, Shamsuddin Hamzah, Chuah Eng Cheng                             |
| —      | KEN  | Roland J. H. Frank, Anthony Vaz, Balbir Singh Sidhu, Rosario S. P. Dalgado, Surjeet Singh Deol, Dudley Henry Coulson, Michael Estavo Pereira, Tejparkash Singh Brar, William K. Plenderleith, Reynold Anthony d'Souza, Aloysius Edward Mendonca, Tejinder Singh Rao, Gursaran Singh Sehmi, Hardev Singh Kular                 |
| —      | AFG  | Ahmad Shah Abouwi, Abdul Kadir Nooristani, Ramazan Nooristani, Nasrullah Totakhail, Din Mohd Nooristani, Nour Ullah Nooristani, Jahan Gulam Nooristani, Mohd Anees Sher-Zai, Bakhteyar Gulam Mangal, Yahya Najam, Salah-ud-Din Ghazi, Mohd Amin Nooristani                                                                    |
| —      | USA  | Kurt Ucko, Walter William Stude, Tjerk Hidde Leegstra, Henry C. Clifford, Gerrit Kruize, Ray Whittlesberger, Félix Ucko, Harry B. Marcoplos, James Jongeneel, Kurt Orban, John Rote, E. Newbold Black, Stanley Harris Jr. |

Londen 1908 · 
Antwerpen 1920 · 
Amsterdam 1928 · 
Los Angeles 1932 · 
Berlijn 1936 · 
Londen 1948 · 
Helsinki 1952 · 
Melbourne 1956 · 
Rome 1960 · 
Tokio 1964 · 
Mexico-stad 1968 · 
München 1972 · 
Montréal 1976 · 
Moskou 1980 · 
Los Angeles 1984 · 
Seoel 1988 · 
Barcelona 1992 · 
Atlanta 1996 · 
Sydney 2000 · 
Athene 2004 · 
Peking 2008 · 
Londen 2012 · 
Rio de Janeiro 2016 · 
Tokio 2020 · 
Parijs 2024 · 
Los Angeles 2028 
Medaillewinnaars
Atletiek · Australian Football (demonstratie) · Basketbal · Boksen · Gewichtheffen · Hockey · Honkbal (demonstratie) · Kanovaren · Moderne vijfkamp · Paardensport · Roeien · Schermen · Schietsport · Schoonspringen · Turnen · Voetbal · Waterpolo · Wielersport · Worstelen · Zeilen · Zwemmen